# GOP Varieté-Theater Hannover

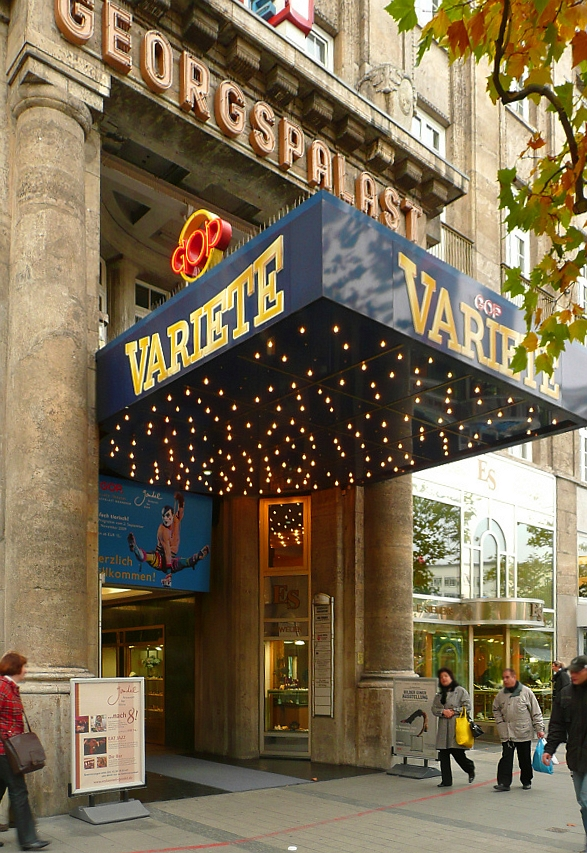
Eingang des Georgspalast

Der Georgspalast in Hannover, kurz auch GOP genannt, ist ein Anfang des 20. Jahrhunderts im Zentrum der Innenstadt erbautes traditionsreiches Varietétheater. Der markante fünfstöckige Steinbau gegenüber dem Opernhaus Hannover steht unter Denkmalschutz.

## Entstehung

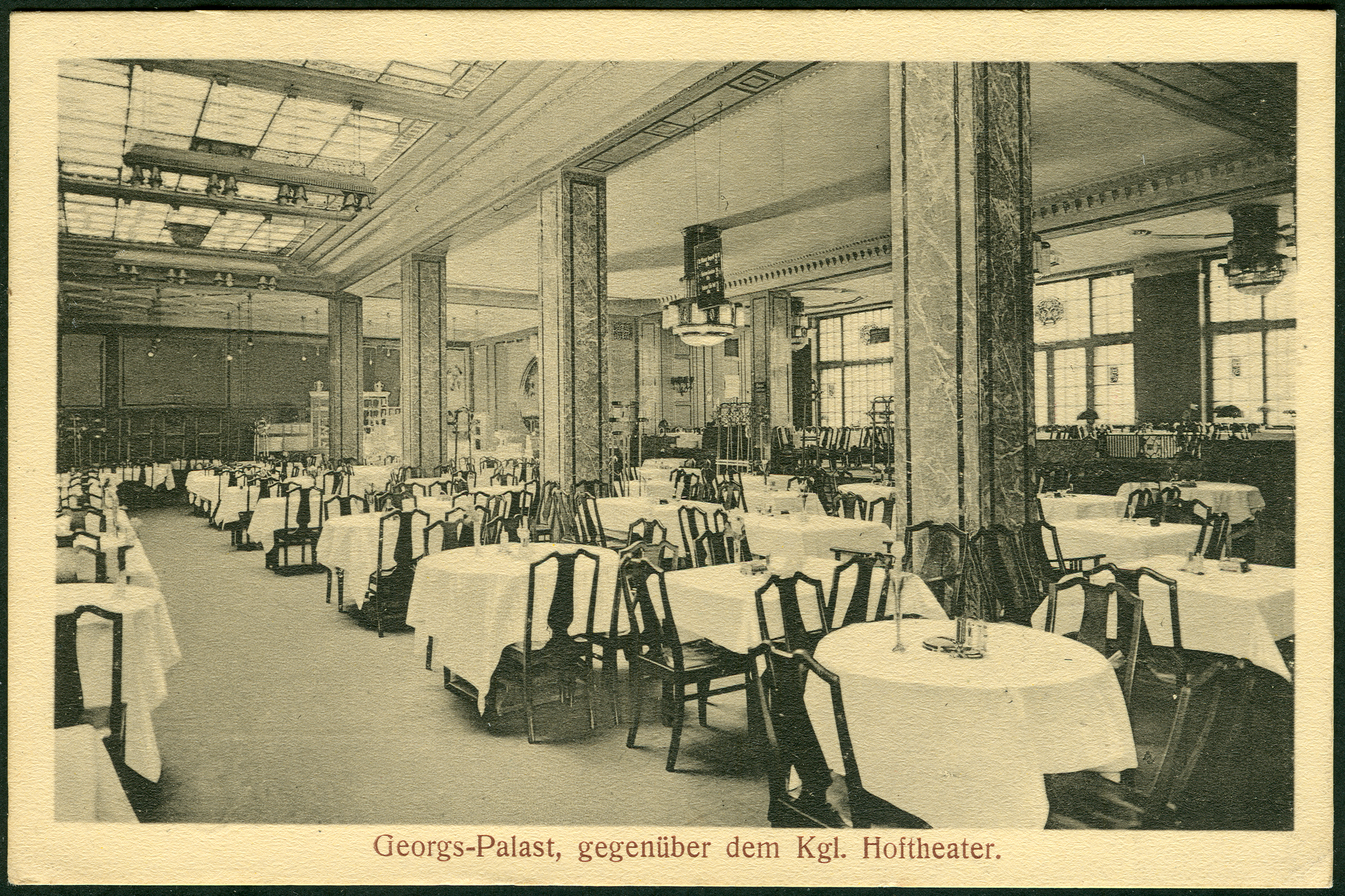
Inneneinrichtung des Georgspalast;
Ansichtskarte um 1913 aus dem Atelier Edmund Lill, 1916 im Ersten Weltkrieg als Feldpost versandt

Das anfangs auch als Georgspalais bezeichnete Geschäfts- und Bürohaus wurde in den Jahren 1912 bis 1913 errichtet und galt als konstruktive Neuerung der Zeit in Stahlskelettbauweise nach Plänen der Architekten Wilhelm Mackensen und Fritz Torno. Für die malerisch-dekorative Ausgestaltung des Hauses wurde der Königliche Hof-Dekorationsmaler Hermann Stünkel beauftragt.
Das integrierte Café-Restaurant Georgspalast bot ab Mitte der 1920er Jahre – wie auch andere Cafés und Varietébühnen – Konzerte namhafter Orchester an. Es entwickelte sich als modernes Tanzcafé zu einem gefragten Spielort für jazzorientierte Musik. Nach der Machtergreifung von 1933 fanden im GOP Tanzveranstaltungen statt. Trotz des Verbots von „öffentlichen Tanzlustbarkeiten“ während der Jahre des Zweiten Weltkriegs traten im Georgspalast weiterhin große Orchester auf. Bei den Luftangriffen auf Hannover wurde das Gebäude am 9. Oktober 1943 aufgrund der Stahlskelettbauweise nur teilweise zerstört. Der Betrieb musste jedoch eingestellt werden.

## Nach dem Zweiten Weltkrieg

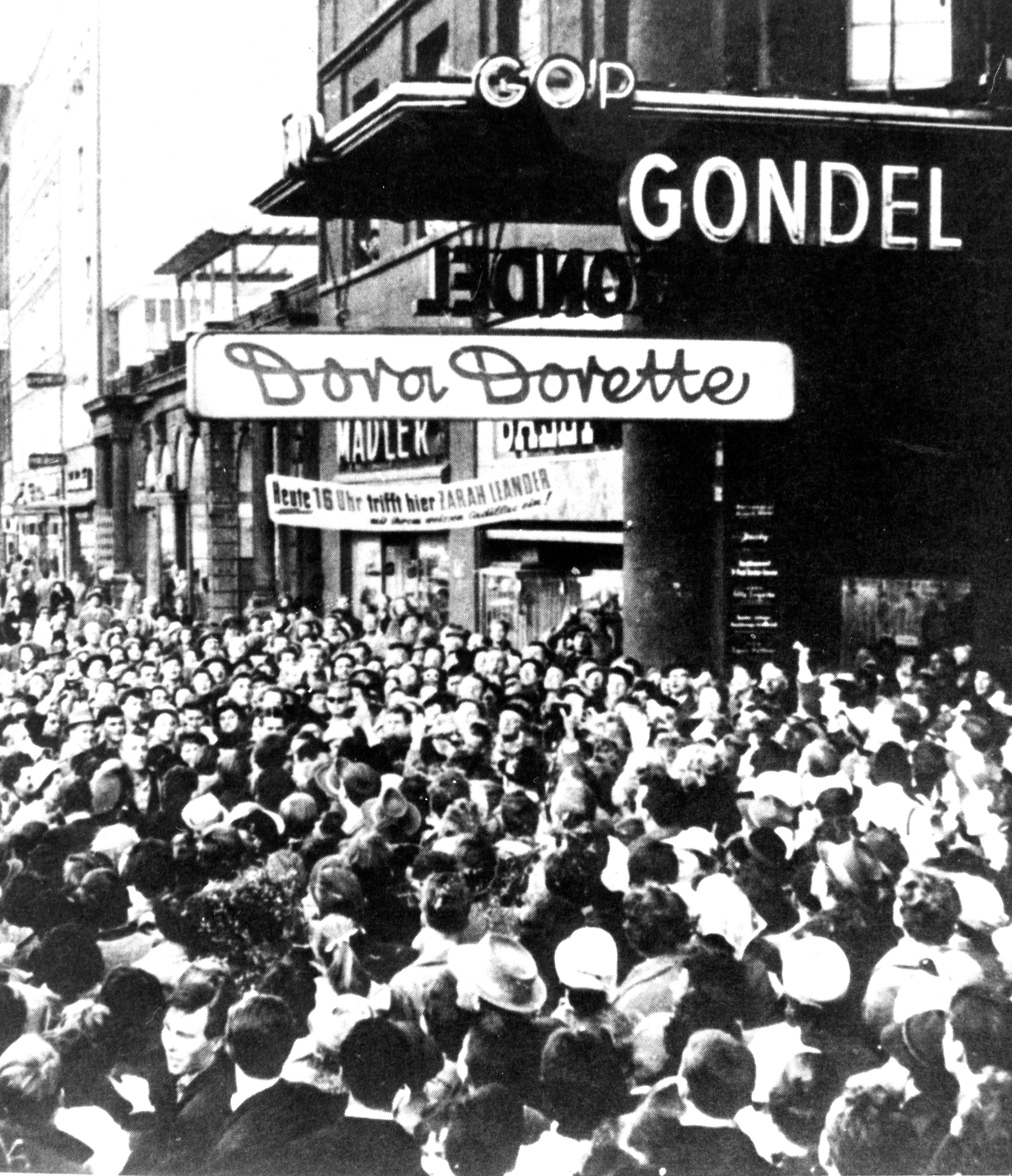
Zarah Leander vor dem GOP Hannover

1947 eröffnete der Gastronom Wilhelm Hirte als neuer Eigentümer an gleicher Stelle zunächst das GOP Varieté-Theater. Am 27. Mai 1948 fand die erste gemeinsame Veranstaltung mit der neu errichteten Gondel-Bar im Georgspalast statt. In den 50er Jahren standen regelmäßig Größen des internationalen Showgeschäfts auf der Bühne, wie Akrobaten, Zauberer, Bauchredner, Sänger, Volksschauspieler und Filmstars. Darunter waren der Magier Kalanag, Paul Hörbiger, Gert Fröbe, Josephine Baker, Olga Tschechowa, Vico Torriani, Marika Rökk, Heinz Erhardt. Zarah Leander gastierte 1960 einen Monat lang im GOP, wobei sich hunderte von schaulustigen Fans um den Eingang drängten.

## Niedergang und Wiederbelebung
Durch das Aufkommen des Fernsehens blieben die Besucher wie bei vielen anderen Etablissements Anfang der 1960er Jahre aus. 1962 schloss das GOP und es kam in der Folge zu verschiedenen anderen Nutzungen des Gebäudes, darunter Gaststätten und Diskotheken.
Im Dezember 1992 wurde das GOP Varieté-Theater nach 30 Jahren Pause unter der Leitung von Hubertus und Hubert Grote wieder eröffnet. 320 Gäste finden heutzutage in dem Theatersaal Platz. Die Vorstellungen knüpfen an die ursprüngliche Kleinkunst-Tradition des Varieté-Theaters an. Ein alle zwei Monate wechselndes Programm zeigt verschiedene Darbietungen von Unterhaltungskünstlern aus der ganzen Welt. Im Winter werden vom GOP zusätzlich ein Kinder-Weihnachts-Musical und ein Winter-Varieté in der Orangerie der Herrenhäuser Gärten veranstaltet. Alle Shows richten sich an ein breites Publikum und sind für Jung und Alt geeignet. 
Im Jahre 2001 wurde auch das traditionsreiche Restaurant Gondel im Haus wieder eröffnet, das mittlerweile 90 Gästen Platz bietet.

## Entwicklung und weitere Spielorte in Deutschland

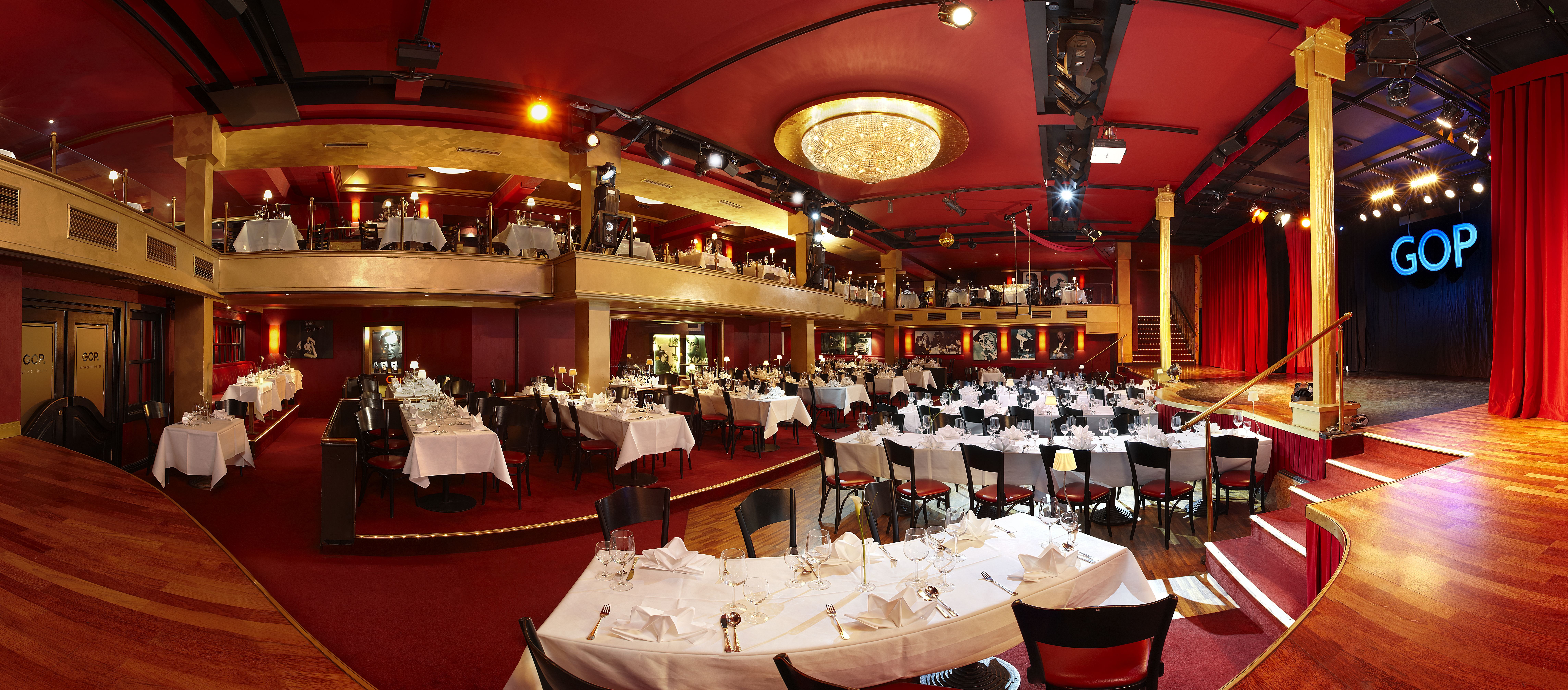
Theatersaal im Innenraum des GOP

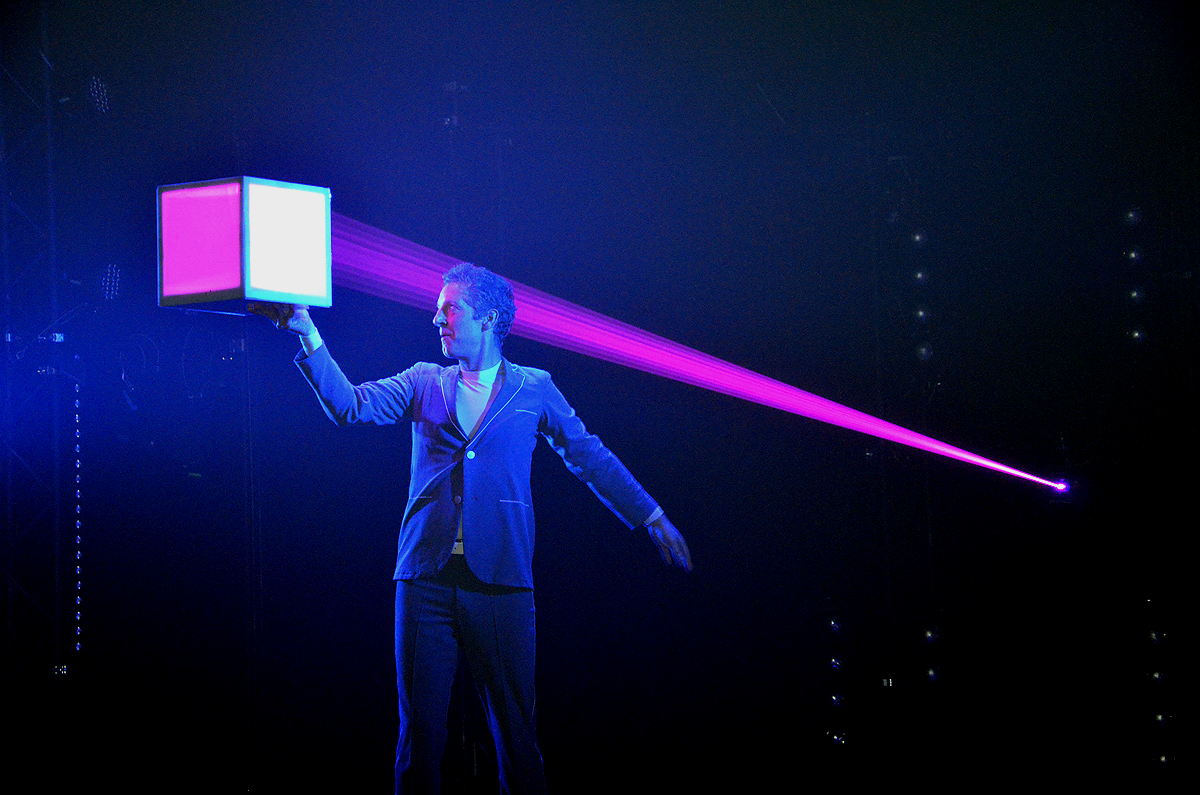
Martin Mall mit einer Darbietung aus dem Wintervarieté „Lichtgestalten“ während der Feier zur Verleihung der Stadtkulturpreise 2013 durch den Freundeskreis Hannover

1996 wagte die Unternehmerfamilie Grote den Schritt aus Hannover heraus und eröffnete das GOP Varieté Essen. Im Jahr 2000 folgte ein Haus in Bad Oeynhausen. Seit 2005 ist das Theater auch in Münster sowie seit 2008 in München vertreten. Das sechste Haus wurde im Herbst 2013 in Bremen eröffnet. Im September 2016 wurde ein weiteres Varieté in Bonn eröffnet. Zur GOP-Entertainment-Group, dem größten Varietéunternehmen in Deutschland, gehören außerdem zwei Dance Clubs und die Agentur GOP showconcept, die für die Showentwicklung verantwortlich ist.